# Stichlinge
Die Stichlinge (Gasterosteidae) sind eine Familie der Fische, die in fast der gesamten nördlichen Hemisphäre verbreitet ist.
Die gewandten Schwimmer kommen im Süßwasser und küstennahen Brack- und Meerwasser vor. Den Namen verdanken sie einer Reihe von drei bis sechzehn Einzelstacheln vor ihrer Rückenflosse. Es handelt sich dabei um umgewandelte Flossenstrahlen. Die vorderen Strahlen der Bauchflossen sind ebenfalls zu Stacheln umgebildet. Alle Stacheln können dauerhaft und ohne weiteren Kraftaufwand aufgerichtet getragen werden, da sie in Scharnieren einrasten.
Stichlinge haben keine Schuppen, ihre Haut ist entweder nackt oder mehr oder weniger vollständig mit Knochenplatten beschildet. Die meisten Arten bleiben relativ klein und erreichen Größen von vier bis acht Zentimeter, lediglich der Seestichling hebt sich mit einer Länge von bis zu 20 Zentimeter davon ab.

## Lebensweise

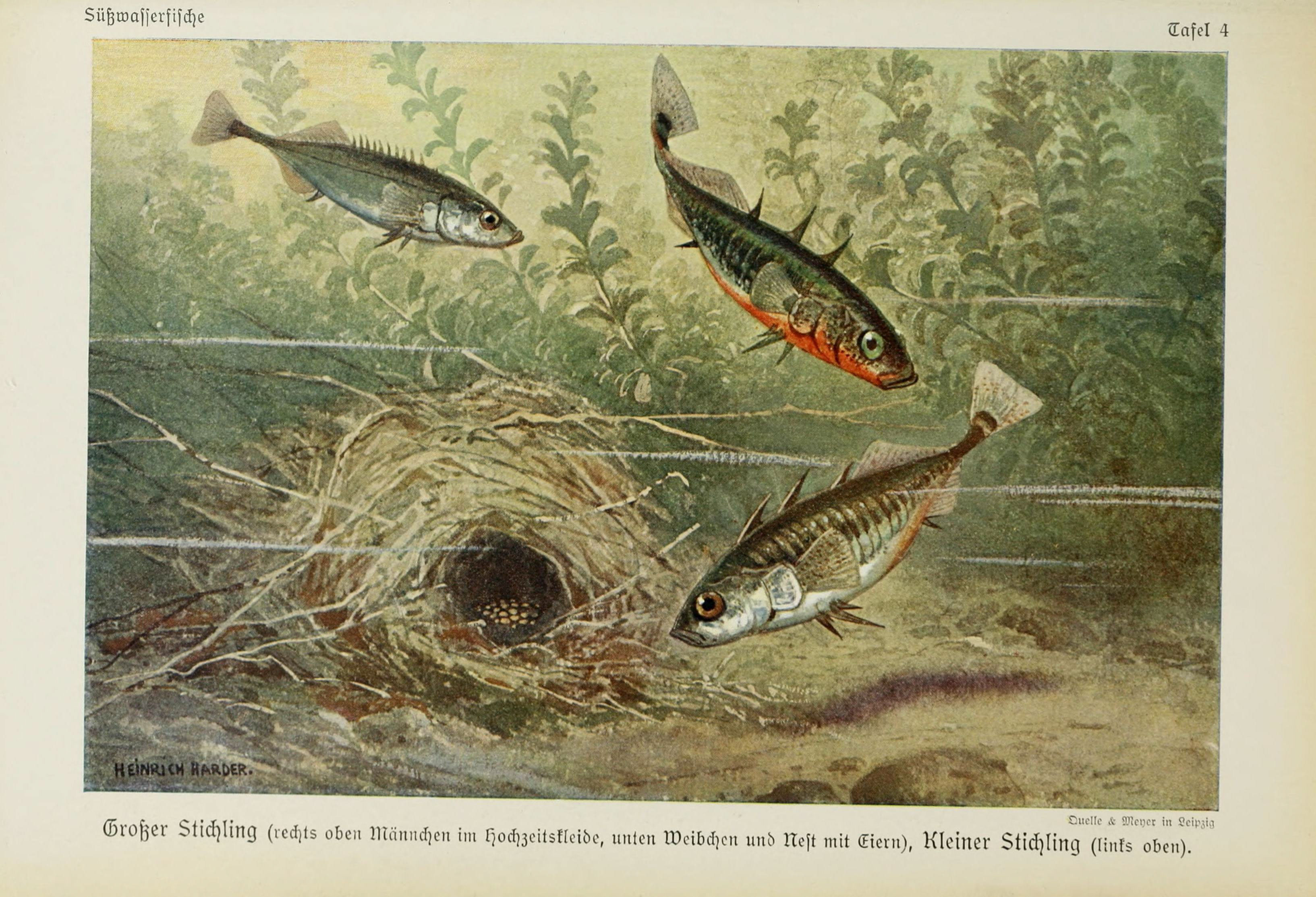
Stichlinge mit Nest

Alle Stichlinge bauen zur Laichzeit aus mit einem Nierensekret verbundenen Pflanzenmaterial Nester und zeigen ein ausgeprägtes, zum Teil sehr komplexes Brutpflegeverhalten. Der Bau des Nestes und die Fürsorge für den Nachwuchs obliegen den männlichen Tieren („Vaterfamilie“). Sie verteidigen das Brutrevier gegen innerartliche Konkurrenten und gegen Bedrohungen durch artfremde Tiere. Häufig verpaaren sich männliche Stichlinge mit mehr als einem Weibchen, und diese sind in der Lage, in einer Brutsaison mehrere Male abzulaichen.
Stichlinge ernähren sich hauptsächlich von Kleintieren. Stichlinge stellen ihrerseits eine nicht unbedeutende Nahrungsquelle für Raubfische (wie zum Beispiel Hechte) und fischfressende Vögel (zum Beispiel Graureiher) dar. Zudem sind Stichlinge häufig als einzige Fische in der Lage, Kleingewässer in der menschlichen Kulturlandschaft, wie begradigte Bäche oder Meliorationsgräben, zu besiedeln.

## Systematik
- Gattung Apeltes
  - Vierstachliger Stichling (Apeltes quadracus)
- Gattung Culaea
  - Nordamerikanischer Bachstichling (Culaea inconstans)
- Gattung Gasterosteus
  - Dreistachliger Stichling (Gasterosteus aculeatus)
  - † Techirghiol-Stichling (Gasterosteus crenobiontus)
  - Gasterosteus nipponicus[1]
  - Schwarzgefleckter Stichling (Gasterosteus wheatlandi)
- Gattung Pungitius
  - Neunstachliger Stichling (Pungitius pungitius)
  - Pungitius bussei
  - Griechischer Neunstachliger Stichling (Pungitius hellenicus)[2]
  - Pungitius kaibarae
  - Pungitius laevis[3]
  - Pungitius modestus[4]
  - Südlicher Neunstachliger Stichling (Pungitius platygaster)
  - Pungitius polyakovi
  - Pungitius sinensis
  - Pungitius stenurus
  - Sachalin-Stichling (Pungitius tymensis)
  - Pungitius vulgaris[3]
- Gattung Spinachia
  - Seestichling (Spinachia spinachia)

## Nutzung
Ihre wirtschaftliche Bedeutung ist gering: Speisefische im eigentlichen Sinne waren die Stichlinge nie. Gegessen wurden sie in Europa nur in Hungerzeiten. Beschreibungen aus dem 16. Jahrhundert zufolge fand der Dreistachlige Stichling in der Tiberregion als Notnahrung Verwendung, gleichermaßen in Danzig, während der Belagerung der Stadt 1807 durch Napoleon. Ansonsten wurden Stichlinge nur vereinzelt und regional beschränkt zur Gewinnung von Fischmehl oder -öl benutzt, etwa in den 1890ern durch die Seefischereigesellschaft Germania in Pillau, dem heutigen Baltijsk. Während des Zweiten Weltkriegs wurden Stichlinge in den Niederlanden zur Herstellung von Tierfutter verarbeitet. Die Produktion von Dünger war ebenfalls noch ein gelegentlicher Einsatzzweck, und es existieren auch Berichte über die Herstellung einer Brandsalbe aus dem gewonnenen Fischöl. Allerdings kann insbesondere der zur Massenvermehrung neigende Dreistachlige Stichling als Laichräuber und Nahrungskonkurrent für Nutzfische in der Fischereiwirtschaft auffallen.
So etwa im Bodensee, wo der (vermutlich aus Aquarien eingebrachte) Stichling den Bodensee-Felchen das Plankton wegfrisst und auch deren Eier und Larven dezimiert.

## Belege
1. ↑  Higuchi, M., Sakai, H. & Goto, A. (2014): A new threespine stickleback, Gasterosteus nipponicus sp. nov. (Teleostei: Gasterosteidae), from the Japan Sea region. Ichthyological Research, November 2014, Volume 61, Issue 4, Seite 341–351, DOI:10.1007/s10228-014-0403-1
2. ↑  Yazdan Keivany, Joseph S. Nelson: Taxonomic review of the genus Pungitius, ninespine sticklebacks (Gasterosteidae) in Cybium, Revue Internationale d’Ichtyologie, Band 24, Nr. 2, 2000. S. 107–122 (Download Englisch, PDF)
3. 1 2  Denys, G.P.J., Persat, H., Dettai, A., Geiger, M.F., Freyhof, J., Fesquet, J. & Keith, P. (2017): Genetic and morphological discrimination of three species of ninespined stickleback Pungitius spp. (Teleostei, Gasterosteidae) in France with the revalidation of Pungitius vulgaris (Mauduyt, 1848). Journal of Zoological Systematics and Evolutionary Research, 21 Sep. 2017. DOI: 10.1111/jzs.12178
4. ↑  Tatsuya Matsumoto, Matsuura, K. & Hanzawa, N. (2021): A new species of nine-spined stickleback, Pungitius modestus (Gasterosteiformes, Gasterosteidae), from northern Honshu, Japan. Zootaxa, 5005 (1): 1–20. DOI: 10.11646/zootaxa.5005.1.1
5. ↑  Petru M. Bănărescu, Hans-Joachim Paepke: The Freshwater Fishes of Europe, Aula-Verlag, Wiebelsheim 2002, ISBN 3-89104-658-8. (Volume 5. Cyprinidae 2, Part III: Rhodeus to Capoeta; Gastorosteidae) S. 242, 243
6. ↑  lt. Alexander Brinker, Leiter der Fischereiforschungsstelle in Langenargen.